# デーリング・ラフラムのアレン合成
デーリング・ラフラムのアレン合成（デーリング・ラフラムのアレンごうせい、英語: Doering–LaFlamme allene synthesis）とは、アルケンから炭素がひとつ増えたアレンを得る有機合成の一手法。アルケンのホモログ化にあたる。まずアルケンにジハロカルベンを付加させてジハロシクロプロパンを得て、そこへ金属ナトリウムやマグネシウム、もしくはアルキルリチウムなどを作用させてアレンとする二段階合成。1958年にウィリアム・デーリングと P.M. LaFlamme により報告された。
本合成法の二段階目で、アルキルリチウムを用いた場合にジハロシクロプロパン環からアレンへ変わる過程では、まずハロゲン金属交換により gem-リチオハロシクロプロパンが生じ、続いてハロゲン化リチウムが 1,1-脱離してシクロプロピリデン（シクロプロパン環から水素が2個除去されたカルベン）が発生し、最後に電子が環状に移動してアレンとなる。